# Ricardo Zunino
Ricardo Héctor Zunino (San Juan, 13 aprile 1949) è un ex pilota automobilistico argentino.

## La carriera

### Gli inizi
Figlio di proprietari terrieri e banchieri, esordì nei campionati per vetture prototipo del suo Paese nel 1969. Vinse la classe "C" nel 1975 e 1976, alternando una Fiat 125 e una Fiat Coupé. Nello stesso periodo alternò anche l'impegno nei rally.
Zunino passò poi in Europa nel 1977, grazie all'appoggio dell'Automobil Club Argentino e il supporto di Héctor Staffa, ex manager di Carlos Reutemann, dove prese parte al Campionato Europeo di Formula 3. Passò poi alla Formula 2, quale pilota ufficiale alla March.
Nel 1977 ottenne un sesto posto nel Gran Premio di Pau, mentre l'anno seguente conquistò otto punti totali, frutto di tre cinque posti e due sesti. Nel 1979 prese parte a tre gran premi ma senza marcare punti.
Nel 1979 esordì anche in Formula Aurora. Chiuse in campionato al sesto posto, e ottenne una vittoria, a Brands Hatch, tre secondi posti e due pole position, utilizzando prima una McLaren per una gara, poi un'Arrows.

### La Formula 1

#### L'esordio con la Brabham

Zunino al Gran Premio d'Argentina 1980

Nella stessa stagione fece il suo esordio nel Campionato mondiale di Formula 1 al volante di una Brabham-Ford Cosworth. Nel Gran Premio del Canada Niki Lauda annunciò a sorpresa il suo ritiro immediato dalle competizioni dopo le prove libere, la casa inglese decise perciò di assumere l'argentino, presente a Montréal quale spettatore, tanto che Zunino prese casco e tuta dell'austriaco. Zunino aveva testato proprio una Brabham poche settimane prima sul Circuito di Silverstone.
In prova terminò diciannovesimo, mentre in gara chiuse settimo. Venne confermato anche per la gara seguente, il Gran Premio degli Stati Uniti-Est, dove fu costretto al ritiro.
Venne confermato dalla Brabham anche per il 1980, sulla base di una "valigia" garantita al team di un milione e mezzo di dollari. Ottenne un settimo posto nella gara nel suo Paese, ma successivamente i suoi risultati furono molto deludenti, rispetto soprattutto a quelli del suo compagno di scuderia Nelson Piquet, fino a non qualificarsi nel Gran Premio di Monaco. Dopo il Gran Premio di Francia venne sostituito da Héctor Rebaque, anche per il mancato saldo di quanto pattuito. Bernie Ecclestone, patron della Brabham, promise di cercargli un volante in qualche altra scuderia, ma senza successo.

#### Il 1981 con la Tyrrell
Nel 1981 venne ingaggiato dalla Tyrrell e corse con questo team i due gran premi sudamericani, al posto dello statunitense Kevin Cogan, ottenendo due tredicesimi posti. Col ritorno in Europa venne sostituito da Michele Alboreto. Ottenne offerte per correre con l'Ensign nel Gran Premio di Spagna 1981, che però non si concretizzò, e dalla BS, una casa inglese che aveva progettato una monoposto per il 1982, che però non perfezionò l'iscrizione al campionato.
Abbandonò così di fatto l'attività agonistica. Negli anni novanta partecipò ad alcune edizioni della Mil Millas, gara argentina riservata a vetture storiche.

## Risultati in Formula 1
| 1979 | Scuderia | Vettura |  |  |  |  |  |  |  |  |  |  |  |  |  |   |     |  |  | Punti | Pos. |
| ---- | -------- | ------- |  |  |  |  |  |  |  |  |  |  |  |  |  | - | --- |  |  | ----- | ---- |
| 1979 | Brabham  | BT49    |  |  |  |  |  |  |  |  |  |  |  |  |  | 7 | Rit |  |  | 0     |      |

| 1980 | Scuderia | Vettura |   |   |    |     |     |    |     |  |  |  |  |  |  |  |  |  |  | Punti | Pos. |
| ---- | -------- | ------- | - | - | -- | --- | --- | -- | --- |  |  |  |  |  |  |  |  |  |  | ----- | ---- |
| 1980 | Brabham  | BT49    | 7 | 8 | 10 | Rit | Rit | NQ | Rit |  |  |  |  |  |  |  |  |  |  | 0     |      |

| 1981 | Scuderia | Vettura |  |    |    |  |  |  |  |  |  |  |  |  |  |  |  |  |  | Punti | Pos. |
| ---- | -------- | ------- |  | -- | -- |  |  |  |  |  |  |  |  |  |  |  |  |  |  | ----- | ---- |
| 1981 | Tyrrell  | 010     |  | 13 | 13 |  |  |  |  |  |  |  |  |  |  |  |  |  |  | 0     |      |

| Legenda | 1º posto     | 2º posto | 3º posto    | A punti         | Senza punti/Non class.  | Grassetto – Pole position Corsivo – Giro più veloce |
| Legenda | Squalificato | Ritirato | Non partito | Non qualificato | Solo prove/Terzo pilota | Grassetto – Pole position Corsivo – Giro più veloce |